# Александър Лачев
Александър Иванов Лачев е български военен и общественик.

## Биография
Александър Лачев е роден на 16 юни 1885 година в село Якоруда, Разложка кааза, Османска империя. Роден в бедно семейство с още 3 сестри, 2 от които умират малки. Учи до IV отделение и чиракува катранджия. На 18 години остава без майка и бяга в село Чепино-баня, България. За 2 години събира капитал и открива бакалия и гостилница, а работи и терзия (шивач). През 1903 година купува пушка крънка да участва в Илинденско-Преображенско въстание с братовчед си – войводата Георги Вригазов, който го връща като слабоват.
През 1905 година заедно с Филип Главеев, Мойсей Праматаров, Миладин Досев, Иван Ищев и поп Атанас Праматаров основават Читалище „Искра“, по-късно преименувано на ОНЧ „Св. Св. Кирил и Методий-1905“.
През 1909 година се венчава в Чепино с Яна, едно от 7-те деца на комитата Иван Кюркчиев от Мехомия, избягали сами с майка си (Тодора Комитската) в България. Раждат им се 6 деца – 4 сина (двама близнаци) и 2 дъщери. Единият син умира в ранна възраст.
При избухването на Балканската война в 1912 година служи в състава на 27-и пехотен чепински полк и 21-ви пехотен средногорски полк. На 5 октомври 1912 година по заповед на ротния си командир Кимон Георгив, като авангард влиза в родното си село Якоруда. През 1913 година измръзва при Булаирската битка и след лазарета отново върнат в строя. На 16, 17 и 18 февруари 27-и чепински полк губи 34 души умрели от измръзване, 221 души са пропаднали без вест, силно измръзнали са 1057 войници и подофицери и 4 офицери, а слабо измръзнали са 1063 войници и 8 офицери.
През 1915 година при избухването на Първата световна война е мобилизиран в 21-ви пехотен средногорски полк. При артилерийски обстрел в Битоля е ранен едновременно с Кимон Георгиев, който губи окото си. През 1917 година излекуван и върнат в строя, като офицер в състава на 21-ви полк, който води бойни действия източно от завоя на река Черна, Битолско. Част от войниците се разбунтуват и напускат позициите. Осъдени са 504 души, от които 22-ма на смърт чрез разстрел. На 22 октомври 1918 година полкът се завръща в Пловдив и е демобилизиран.
Лачев живее и работи в Чепино баня, което в 1948 година става квартал на новосъздадения Велинград. Участва в местната икономика и обществения живот на Велинград.
Съмишлениците му са – Христо Ганев, Фипил Главеев. Димитър Масларов, Иван Ушев, Георги Вригазов, Никола Боков, Никола Явров и други.
Създава предприятие за добив, преработка и търговия с дървен материал.
По времето на кмета на Чепино Илия Спасов Джонев (1937 – 1944) осигурява дървен материал за водоснабдяването на Чепино с вода от Клептуза и минералните извори. Участва в построяването на напоителен канал „Ярка“ за полята и градините в селото.
Счетоводител и агент е на Застрахователна кооперация Чепино, като част от Чиновническото кооперативно застрахователно дружество с Председател Христо Иванов Ганев. Юбилей – 25 години кооперативна дейност – Зала „България“ София – Лачев в компанията на Ганев и Георгиев. През 1946 година дружеството е национализирано.